# Nicholas Windsor
Nicholas Charles Edward Jonathan Windsor (25 de julho de 1970) é um membro da família real britânica e o filho mais jovem do príncipe Eduardo de Kent, um neto do rei George V.

## Biografia
Nicholas Windsor nasceu em University College Hospital, Londres. Seus pais são o príncipe Eduardo de Kent e Katherine, Duquesa de Kent. Foi batizado em 11 de setembro de 1970, no Palácio de Buckingham, e seus padrinhos foram Charles, Príncipe de Gales e Donald Coggan. Ele tem um irmão mais velho, o Conde de St Andrews, e uma irmã, Helen Taylor.
Nicholas foi educado em Westminster School e em Harrow School. Ele saiu de Harris Manchester College, na Universidade de Oxford, para fazer uma viagem pela África. Quando tinha dezoito anos, recebeu um precaução da polícia por posse de maconha, depois ser encontrado no St. Jame's Park. Alegou-se posteriormente que Nicholas sofria de transtorno alimentar.
Em 2001, numa cerimônia privada, ele converteu-se à Igreja Católica Apostólica Romana, perdendo assim seu lugar na linha de sucessão ao trono britânico. Sua mãe também tinha se tornado católica em 1994. Lord Nicholas é patrono da Sociedade do Rei Carlos o Mártir.
Em 2001, durante uma festa em Nova York, Nicholas conheceu Paola Doimi de Lupis Frankopan (nascida em 1969), uma católica pertencente à nobreza croata de origem italiana e sueca. O noivado entre eles foi anunciado a 26 de setembro de 2006. Eles se casaram numa cerimônia civil em 19 de outubro de 2006. A partir de então, ela ficou conhecida como Lady Nicholas Windsor. Em 4 de novembro daquele ano, eles se casaram numa cerimônia religiosa na Igreja de Santo Stefano degli Abissini, no Vaticano. Nenhum de seus filhos estarão na linha de sucessão ao trono, mas na linha do Ducado de Kent sim.
Nicholas e Paola Windsor tiveram seu primeiro bebê, um filho, Albert, no dia 22 de setembro de 2007.